# Telephanus acrolophus
Telephanus acrolophus là một loài bọ cánh cứng trong họ Silvanidae. Loài này được Thomas miêu tả khoa học năm 1984.